# Archive Series Volume No. 1
| Совокупная оценка   | Совокупная оценка |
| Источник            | Оценка            |
| ------------------- | ----------------- |
| Metacritic          | 76/100            |
| Оценки критиков     |                   |
| Источник            | Оценка            |
| AllMusic            | [ 2 ]             |
| American Songwriter | [ 3 ]             |
| Exclaim!            | 8/10              |
| Pitchfork           | (7.2/10)          |
| PopMatters          | 7/10              |

Archive Series Volume No. 1 — сборник редких записей американского фолк-музыканта Сэма Бима, вышедший 24 февраля 2015 года на новом звукозаписывающем лейбле Бима Black Cricket Recording Co. Сборник состоит из неизданных домашних записей и демо-версий того же периода, что и альбом 2002 года The Creek Drank the Cradle и мини-альбом 2003 года The Sea & The Rhythm. Композиция «Everyone’s Summer of '95» стала первым официально выпущенным треком с альбома

.

## Отзывы
Archive Series Volume No. 1 получил положительные отзывы от современных музыкальных критиков. Альбом получил на Metacritic оценку 76 баллов на основе 6 рецензий, что свидетельствует о в целом благоприятных отзывах.
Рецензент AllMusic Фред Томас назвал альбом «идеальным дополнением к [The Creek Drank the Cradle] и более глубоким взглядом на то, что, должно быть, было невероятно вдохновенным и продуктивным временем для молодого автора песен». Алекс Хадсон написал в Exclaim, что треки представляют собой «качественный материал», но сборник «не обладает достаточным стилистическим или эмоциональным разнообразием, чтобы считаться полноценным альбомом». Аналогично, рецензент Pitchfork Стивен М. Деуснер написал, что «песни здесь удивительно сильные, такие, что любая из них могла бы появиться на полноценном альбоме в любой момент более чем десятилетней карьеры Бима. Но сборник никогда не звучит как сумма его частей».

## Список композиций
| №                   | Название                   | Длительность |
| ------------------- | -------------------------- | ------------ |
| 1.                  | «Slow Black River»         | 2:27         |
| 2.                  | «The Wind Is Low»          | 3:32         |
| 3.                  | «Eden»                     | 2:43         |
| 4.                  | «Two Hungry Blackbirds»    | 5:08         |
| 5.                  | «Freckled Girl»            | 2:44         |
| 6.                  | «Judgement»                | 5:40         |
| 7.                  | «Sing Song Bird»           | 1:47         |
| 8.                  | «Beyond the Fence»         | 6:39         |
| 9.                  | «Quarters in a Pocket»     | 3:52         |
| 10.                 | «Loretta»                  | 2:54         |
| 11.                 | «Everyone's Summer of '95» | 3:10         |
| 12.                 | «Minor Piano Keys»         | 5:17         |
| 13.                 | «Your Sly Smile»           | 3:21         |
| 14.                 | «Halfway to Richmond»      | 5:19         |
| 15.                 | «Wade Across the Water»    | 2:04         |
| 16.                 | «Postcard»                 | 4:50         |
| Общая длительность: | Общая длительность:        | 61:27        |